# Демечер
Демечер (венг. Demecser) — город в медье Сабольч-Сатмар-Берег в Венгрии. В городе на площади 36,99 км2 проживает 4525 жителей (на 2005 год).

## География
Демечер расположен на севере медье Сабольч-Сатмар-Берег, недалеко от населённого пункта Lónyai-főcsatorna. Лежит на расстоянии 4 км от деревни Kék, 3 км от деревни Gégényen, 11 км от Домбрада, 5 км от Berkesz и 6,5 км от Székely.
Добраться можно железнодорожным транспортом до станции Nyíregyháza–Záhony-vasútvonal.

## История
Демечер впервые упоминается в письменных источниках 1333 года под названием Dewecher, но позже название уже в современной версии как Demecser.
Известные на сегодня источники сообщают, что на месте образования населённого пункта был воздвигнут храм в честь Святого Георгия, а примерно в 1330—1333 годах в той местности уже был рыбацкий посёлок.
В XV веке Демечер уже упоминается в письменных источниках как город.
В XVIII — конце XIX века крупными семействами Демечера были Korda, Barkóczy, Walter, Zoltán, Buday, Dombrády, Irinyi, Jármy,Krucsay, Okolicsányi, Erőss, Elek, Szikszay, Serte.
В XX веке в городе выделялись семейства Hadik-Barkóczy Endre, Elek Emil, László и Dezső, Török Gyula и Grósz Ignácz. Во время сражения между Красной Армией и румынским войском 26 апреля 1919 года перед вторжением население было призвано в состав румынской армии.
Официальный статус города Демечер получил в 2001 году.

## Население
| Год  | Численность | Численность |
| ---- | ----------- | ----------- |
| 2013 | 4284        | [ 2 ]       |
| 2014 | 4244        | [ 3 ]       |
| 2015 | 4205        | [ 4 ]       |
| 2021 | 3958        | [ 5 ]       |
| 2022 | 3871        | [ 6 ]       |
| 2023 | 3895        | [ 7 ]       |
| 2024 | 3863        | [ 1 ]       |

По переписи 2001 года 91 % сельского населения составляли венгры и 9 % цыгане. В 2005 году общая численность населения составляла 4525 человек. На 1 января 2010 года общее население населённого пункта составляло 4345 человек.

## Достопримечательности
- Реформаторская церковь 1820 года постройки.
- Римско-католическая церковь 1890 года постройки.

26—28 сентября в Демечере отмечается традиционный праздник сбора урожая капусты, являющийся крупнейшим местным событием.